# Militärflugplatz Volkel

i7
i11
i13
Die Vliegbasis Volkel ist ein Militärflugplatz der niederländischen Luftstreitkräfte. Die Basis liegt in der Provinz Nordbrabant auf dem Gebiet der Gemeinde Maashorst östlich der Stadt Uden. Sie dient den niederländischen Streitkräften (KLu) insbesondere als einer von zwei Kampfflugzeugstützpunkten.

## Geschichte
Nach der Besetzung der Niederlande durch die deutsche Wehrmacht im Mai 1940 begann die Luftwaffe mit dem Bau eines Ausweichplatzes für Jagdflugzeuge. Im weiteren Verlauf des Zweiten Weltkrieges erweiterte die Luftwaffe 1943 den Flugplatz in einen vollwertigen Fliegerhorst. Volkel war unter anderem Basis der V. Zerstörergruppe mit Ju 88 und der III. Gruppe des Jagdgeschwaders 1 (III./JG 1) mit Bf-109G (Winter 1943/44). Der Platz wurde nach der alliierten Invasion in der Normandie im Sommer 1944 vermehrt von den Alliierten bombardiert. Ende August 1944 kam für einige Tage auch die Ar 234 V7, der Prototyp eines jetgetriebenen Bombers, zum Einsatz und V1-Marschflugkörper wurden ebenfalls von Volkel gestartet. Anfang September nutzten dann noch Ju 188E der I. Gruppe des Kampfgeschwaders 6 (I./KG 6) sowie Me 262A der I. Gruppe des Kampfgeschwaders 51 (I./KG 51) den Fliegerhorst Volkel. Heftige Luftangriffe im Zusammenhang mit der Operation Market Garden beendeten die Nutzung durch die Luftwaffe.
Nach Befreiung der Gegend durch die Westalliierten nutzte die britische Royal Air Force (RAF) Airfield B.80, so die alliierte Codebezeichnung Volkels, zwischen Herbst 1944 und Frühjahr 1945 insbesondere als Basis von Jagdbombergeschwadern der Typen Typhoon 1B (121. Wing) und Tempest V (122. Wing). Kommodore des 122. Geschwader war Pierre Clostermann. Die Basis, genauer gesagt der zirka 12 km weiter südlich östlich Gemerts im Juni 1944 durch die Luftwaffe angelegte Außenlandeplatz „Rips“ (Airfield B.84) wurde im Oktober 1944 auch von kanadischen Spitfires des 126. Wing genutzt. Zwischen April und November 1945 lagen hier Mosquitos des 136. Wing, eine der beiden Staffeln war ebenfalls eine der Kanadier.
Die Basis wurde ab 1949 von den niederländischen Marinefliegern genutzt, die die Einrichtung aber bereits im folgenden Jahre an die Koninklijke Luchtmacht übergab. Infolge des begonnenen Kalten Krieges wurde die Basis zu einer vollwertigen Kampfflugzeugbasis ausgebaut. Das erste stationierte Einsatzmuster war Anfang der 1950er Jahre die britische Gloster Meteor.
Anschließend kamen ausschließlich amerikanische Flugzeugtypen zum Einsatz, dies waren zunächst vier Staffeln F-84E/G/F Thunderjet/Thunderstreak (1951 bis 1965) und später drei Staffeln der überschallschnellen F/RF/TF-104G Starfighter (1962 bis 1984). Hinzu kamen T/RT-33A von 1952 bis 1972.
Wie auf anderen NATO-Basen auch wurden in den 1970er Jahren 32 Hardened Aircraft Shelter (HAS) errichtet. Der Zulauf der  Lockheed Martin F-16A/B erfolgte zwischen 1982 und 1984. Diese wurden in den 2000er Jahren im Rahmen eines „Mid Life Updates“ (MLU) modernisiert. Insgesamt vier Staffeln flogen die F-16 in Volkel, zunächst die 306., 311. und 312. Staffel. Im  Jahr 2005 kam noch die 313. Staffel hinzu. Die 306. und 311. Staffel wurden 2010 bzw. 2011 außer Dienst gestellt und die beiden letzten niederländischen F-16-Staffeln beendeten den Flugbetrieb mit ihren F-16A/B MLU Ende 2020 bzw. Ende September 2024.
Volkel war seit Beginn des niederländischen Lockheed Martin F-35A Programms als „Lightning II“-Stützpunkt vorgesehen, letztendlich erhielt Volkel jedoch erst nach Leeuwarden ihre F-35. Die Umschulung für die 313. Squadron auf die F-35A erfolgte ab Anfang 2021 auf der Luke AFB und Anfang 2022 wurde das erste eigene Exemplar für Volkel temporär zunächst nach Leeuwarden überführt, bevor die 313. Staffel zum 30. Juni 2022 in Volkel reaktiviert wurde und den Flugbetrieb aufnahm.

### Air Defender 23
Vom 12. Juni bis zum 23. Juni 2023 ist der Flugplatz Teil des Großmanövers Air Defender 23. Die Übung ist die größte von Luftstreitkräften seit Bestehen der NATO.

## Nutzung
Die Basis wird zurzeit (2024) von folgenden fliegenden Staffeln genutzt:
- 312. Squadron, zukünftig ausgerüstet mit Mehrzweckkampfflugzeugen Lockheed Martin F-35A (geplant ab 20xx).
- 313. Squadron, ausgerüstet mit Mehrzweckkampfflugzeugen Lockheed Martin F-35A (seit Juni 2022)

Hinzu kommen weitere nichtfliegende Verbände.
Die USA lagern dort taktische Atombomben vom Typ B61.